# Ирклис, Пётр Андреевич
Пётр Андре́евич И́рклис (15 января 1881, Рига — 9 сентября 1937, Левашово, пригород Ленинграда) — советский партийный деятель, первый секретарь Карельского областного комитета ВКП(б) (1935—1937). Входил в состав особой тройки НКВД СССР.

## Биография
Родился в семье портного, латыш.
В 1898 году окончил рижское ремесленное училище, работал разнорабочим, наборщиком в типографии. В 1905 году вступил в РСДРП, принимал активное участие в революции 1905—1907 годов.
В 1908 году призван в армию, участник Первой мировой войны.
В октябре 1917 года — комиссар эвакуационного пункта, заведующий отделом Ярославского губернского военкомата.
С 1919 года — секретарь трибунала, начальник политического бюро ЧК в Риге.
С 1921 года — председатель Исполнительного комитета Лужского уездного Совета, секретарь Лужского уездного комитета РКП(б), секретарь Гдовского уездного комитета РКП(б).
С 1927 года — ответственный секретарь Ленинградского окружкома ВКП(б), заведующий отделом Ленинградского обкома ВКП(б).
В 1929—1931 годах — секретарь Центрального и Володарского райкомов ВКП(б) в Ленинграде.
В 1932—1935 годах — третий секретарь Ленинградского обкома ВКП(б).
В 1934 году избирался делегатом XVII съезда ВКП(б) — «Съезда победителей».
С августа 1935 года — первый секретарь Карельского областного комитета РКП(б), член Президиума КарЦИК. Этот период отмечен вхождением в состав особой тройки, созданной по приказу НКВД СССР от 30.07.1937 № 00447 и активным участием в сталинских репрессиях.
Избирался делегатом XVI Всероссийского и VIII Всесоюзного чрезвычайных съездов Советов.
Арестован 21 июля 1937 года. Осуждён 9 сентября 1937 года Военной коллегией Верховного суда СССР на выездной сессии в Ленинграде по ст. 58-7-8-11 УК РСФСР за «контрреволюционную деятельность».
Расстрелян в тот же день в Ленинграде. Предположительно захоронен на территории «Левашовской пустоши».
Реабилитирован в 1956 году.